# Treinador do Ano da FIFA

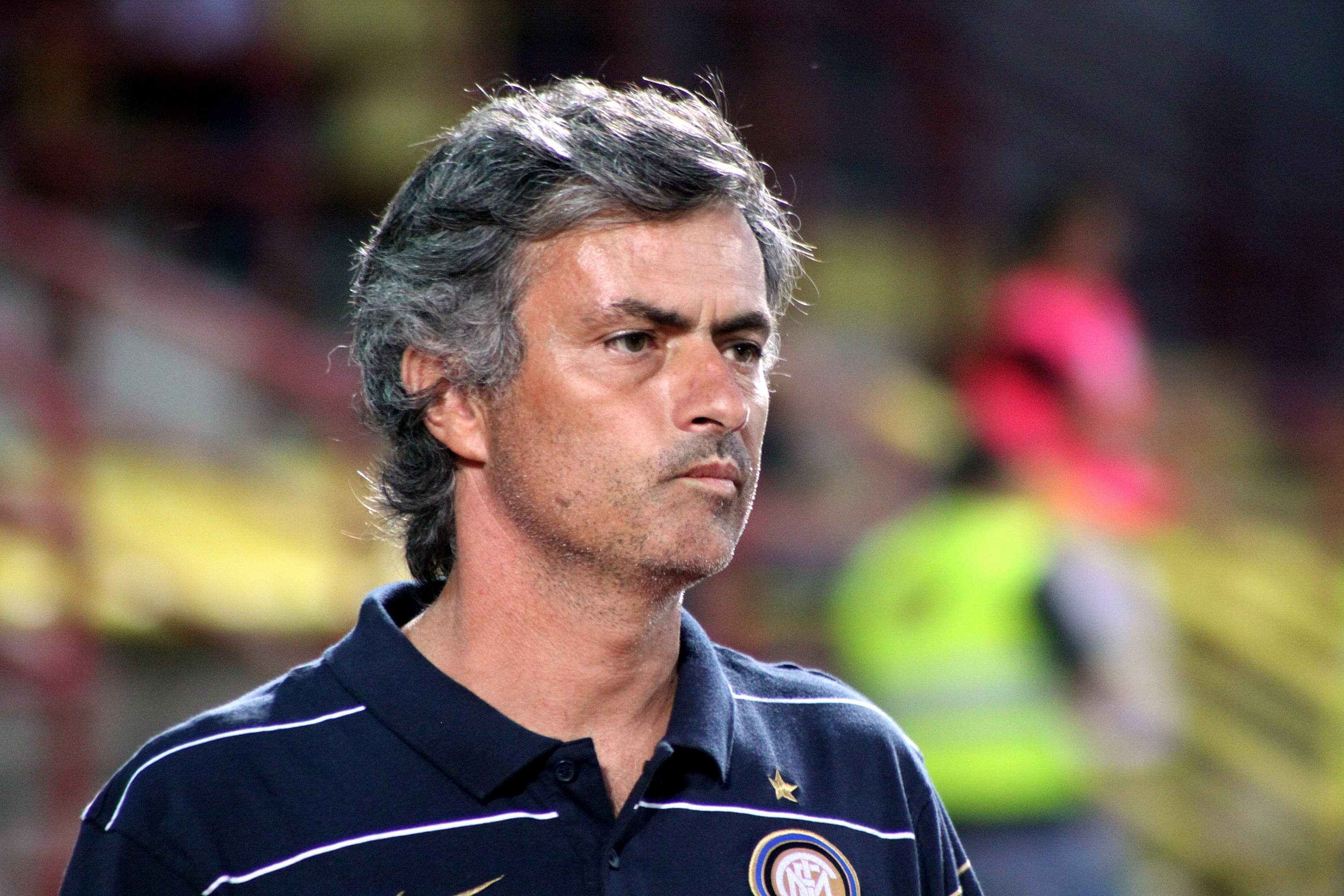
José Mourinho foi o primeiro treinador a ganhar o prêmio.

Treinador do Ano da FIFA é um prêmio dado anualmente ao melhor treinador do ano que se passou. A votação é feita entre os técnicos e capitães das seleções e jornalistas ao redor do mundo.
O prêmio surgiu em 2010, após a junção do prêmio Ballon d'Or com o de Jogador do Ano da FIFA, e foi entregue na cerimônia FIFA Bola de Ouro 2010. O "manager" português José Mourinho foi o primeiro a receber o prêmio, pelo trabalho desempenhado na Internazionale e no Real Madrid. No feminino a vencedora foi a técnica da seleção da Alemanha, Silvia Neid.

## Masculino
| Ano  | Pos. | Treinador            | Equipe                     |
| ---- | ---- | -------------------- | -------------------------- |
| 2010 | 1.º  | José Mourinho        | Internazionale Real Madrid |
| 2010 | 2.º  | Vicente del Bosque   | Espanha                    |
| 2010 | 3.º  | Pep Guardiola        | Barcelona                  |
| 2011 | 1.º  | Pep Guardiola        | Barcelona                  |
| 2011 | 2.º  | Alex Ferguson        | Manchester United          |
| 2011 | 3.º  | José Mourinho        | Real Madrid                |
| 2012 | 1.º  | Vicente del Bosque   | Espanha                    |
| 2012 | 2.º  | José Mourinho        | Real Madrid                |
| 2012 | 3.º  | Pep Guardiola        | Barcelona                  |
| 2013 | 1.º  | Jupp Heynckes        | Bayern de Munique¹         |
| 2013 | 2.º  | Jürgen Klopp         | Borussia Dortmund          |
| 2013 | 3.º  | Alex Ferguson        | Manchester United²         |
| 2014 | 1.º  | Joachim Löw          | Alemanha                   |
| 2014 | 2.º  | Carlo Ancelotti      | Real Madrid                |
| 2014 | 3.º  | Diego Simeone        | Atlético de Madrid         |
| 2015 | 1.º  | Luis Enrique         | Barcelona                  |
| 2015 | 2.º  | Pep Guardiola        | Bayern de Munique          |
| 2015 | 3.º  | Jorge Sampaoli       | Chile                      |
| 2016 | 1.º  | Claudio Ranieri      | Leicester                  |
| 2016 | 2.º  | Zinédine Zidane      | Real Madrid                |
| 2016 | 3.º  | Fernando Santos      | Portugal                   |
| 2017 | 1.º  | Zinédine Zidane      | Real Madrid                |
| 2017 | 2.º  | Antonio Conte        | Chelsea                    |
| 2017 | 3.º  | Massimiliano Allegri | Juventus                   |
| 2018 | 1.º  | Didier Deschamps     | França                     |
| 2018 | 2.º  | Zinédine Zidane      | Real Madrid                |
| 2018 | 3.º  | Zlatko Dalić         | Croácia                    |
| 2019 | 1.º  | Jürgen Klopp         | Liverpool                  |
| 2019 | 2.º  | Josep Guardiola      | Manchester City            |
| 2019 | 3.º  | Mauricio Pochettino  | Tottenham                  |
| 2020 | 1.º  | Jürgen Klopp         | Liverpool                  |
| 2020 | 2.º  | Hans-Dieter Flick    | Bayern de Munique          |
| 2020 | 3.º  | Marcelo Bielsa       | Leeds United               |
| 2021 | 1.º  | Thomas Tuchel        | Chelsea                    |
| 2021 | 2.º  | Roberto Mancini      | Itália                     |
| 2021 | 3.º  | Josep Guardiola      | Manchester City            |
| 2022 | 1.º  | Lionel Scaloni       | Argentina                  |
| 2022 | 2.º  | Carlo Ancelotti      | Real Madrid                |
| 2022 | 3.º  | Pep Guardiola        | Manchester City            |
| 2023 | 1.º  | Pep Guardiola        | Manchester City            |
| 2023 | 2.º  | Luciano Spalletti    | Napoli Itália              |
| 2023 | 3.º  | Simone Inzaghi       | Internazionale             |
| 2024 | 1.º  | Carlo Ancelotti      | Real Madrid                |
| 2024 | 2.º  | Xabi Alonso          | Bayer Leverkusen           |
| 2024 | 3.º  | Pep Guardiola        | Manchester City            |

¹ Na época da conquista, Jupp Heynckes não estava no comando do Bayern München. 

² Na época da conquista, Alex Ferguson não estava no comando do Manchester United.

### Vitórias por treinador
| Lugar | Treinador            | 1º Lugar | 2º Lugar | 3º Lugar | Times treinados                             |
| ----- | -------------------- | -------- | -------- | -------- | ------------------------------------------- |
| 1     | Pep Guardiola        | 2        | 2        | 5        | Barcelona Bayern de Munique Manchester City |
| 2     | Jürgen Klopp         | 2        | 0        | 1        | Borussia Dortmund Liverpool                 |
| 3     | Zinédine Zidane      | 1        | 2        | 0        | Real Madrid                                 |
| 3     | Carlo Ancelotti      | 1        | 2        | 0        | Real Madrid                                 |
| 5     | José Mourinho        | 1        | 1        | 1        | Internazionale Real Madrid                  |
| 6     | Vicente del Bosque   | 1        | 1        | 0        | Espanha                                     |
| 7     | Jupp Heynckes        | 1        | 0        | 0        | Bayern de Munique                           |
| 7     | Joachim Löw          | 1        | 0        | 0        | Alemanha                                    |
| 7     | Luis Enrique         | 1        | 0        | 0        | Barcelona                                   |
| 7     | Claudio Ranieri      | 1        | 0        | 0        | Leicester                                   |
| 7     | Didier Deschamps     | 1        | 0        | 0        | França                                      |
| 7     | Thomas Tuchel        | 1        | 0        | 0        | Chelsea                                     |
| 7     | Lionel Scaloni       | 1        | 0        | 0        | Argentina                                   |
| 14    | Alex Ferguson        | 0        | 2        | 0        | Manchester United                           |
| 15    | Antonio Conte        | 0        | 1        | 0        | Chelsea                                     |
| 15    | Hans-Dieter Flick    | 0        | 1        | 0        | Bayern de Munique                           |
| 15    | Roberto Mancini      | 0        | 1        | 0        | Itália                                      |
| 15    | Luciano Spalletti    | 0        | 1        | 0        | Napoli Itália                               |
| 15    | Xabi Alonso          | 0        | 1        | 0        | Bayer Leverkusen                            |
| 20    | Diego Simeone        | 0        | 0        | 1        | Atlético de Madrid                          |
| 20    | Jorge Sampaoli       | 0        | 0        | 1        | Chile                                       |
| 20    | Fernando Santos      | 0        | 0        | 1        | Portugal                                    |
| 20    | Massimiliano Allegri | 0        | 0        | 1        | Juventus                                    |
| 20    | Zlatko Dalić         | 0        | 0        | 1        | Croácia                                     |
| 20    | Mauricio Pochettino  | 0        | 0        | 1        | Tottenham                                   |
| 20    | Marcelo Bielsa       | 0        | 0        | 1        | Leeds United                                |
| 20    | Simone Inzaghi       | 0        | 0        | 1        | Internazionale                              |

### Vitórias por clube/seleção
| Lugar | Clubes             | 1º Lugar | 2º Lugar | 3º Lugar |
| ----- | ------------------ | -------- | -------- | -------- |
| 1     | Real Madrid        | 3        | 5        | 1        |
| 2     | Barcelona          | 2        | 0        | 2        |
| 3     | Liverpool          | 2        | 0        | 0        |
| 4     | Bayern de Munique  | 1        | 2        | 0        |
| 5     | Manchester City    | 1        | 1        | 2        |
| 6     | Espanha            | 1        | 1        | 0        |
| 6     | Chelsea            | 1        | 1        | 0        |
| 7     | Internazionale     | 1        | 0        | 1        |
| 8     | Alemanha           | 1        | 0        | 0        |
| 8     | Leicester          | 1        | 0        | 0        |
| 8     | França             | 1        | 0        | 0        |
| 8     | Argentina          | 1        | 0        | 0        |
| 12    | Itália             | 0        | 2        | 0        |
| 13    | Manchester United  | 0        | 1        | 1        |
| 14    | Borussia Dortmund  | 0        | 1        | 0        |
| 14    | Napoli             | 0        | 1        | 0        |
| 14    | Bayer Leverkusen   | 0        | 1        | 0        |
| 17    | Atlético de Madrid | 0        | 0        | 1        |
| 17    | Chile              | 0        | 0        | 1        |
| 17    | Portugal           | 0        | 0        | 1        |
| 17    | Juventus           | 0        | 0        | 1        |
| 17    | Croácia            | 0        | 0        | 1        |
| 17    | Tottenham          | 0        | 0        | 1        |
| 17    | Leeds United       | 0        | 0        | 1        |

### Vitórias por país
| Lugar | Clubes    | 1º Lugar | 2º Lugar | 3º Lugar |
| ----- | --------- | -------- | -------- | -------- |
| 1     | Alemanha  | 5        | 1        | 1        |
| 2     | Espanha   | 4        | 4        | 5        |
| 3     | Itália    | 2        | 5        | 2        |
| 4     | França    | 2        | 2        | 0        |
| 5     | Portugal  | 1        | 1        | 2        |
| 6     | Argentina | 1        | 0        | 4        |
| 7     | Escócia   | 0        | 1        | 1        |
| 8     | Croácia   | 0        | 0        | 1        |

## Feminino
| Ano  | Pos. | Treinadora       | Equipe                      |
| ---- | ---- | ---------------- | --------------------------- |
| 2010 | 1.º  | Silvia Neid      | Alemanha                    |
| 2010 | 2.º  | Maren Meinert    | Alemanha Sub-20             |
| 2010 | 3.º  | Pia Sundhage     | Estados Unidos              |
| 2011 | 1.º  | Norio Sasaki     | Japão                       |
| 2011 | 2.º  | Pia Sundhage     | Estados Unidos              |
| 2011 | 3.º  | Bruno Bini       | França                      |
| 2012 | 1.º  | Pia Sundhage     | Estados Unidos              |
| 2012 | 2.º  | Norio Sasaki     | Japão                       |
| 2012 | 3.º  | Bruno Bini       | França                      |
| 2013 | 1.º  | Silvia Neid      | Alemanha                    |
| 2013 | 2.º  | Pia Sundhage     | Suécia                      |
| 2013 | 3.º  | Ralf Kellermann  | Wolfsburg                   |
| 2014 | 1.º  | Ralf Kellermann  | Wolfsburg                   |
| 2014 | 2.º  | Maren Meinert    | Alemanha Sub-20             |
| 2014 | 3.º  | Norio Sasaki     | Japão                       |
| 2015 | 1.º  | Jill Ellis       | Estados Unidos              |
| 2015 | 2.º  | Norio Sasaki     | Japão                       |
| 2015 | 3.º  | Mark Sampson     | Inglaterra                  |
| 2016 | 1.º  | Silvia Neid      | Alemanha                    |
| 2016 | 2.º  | Jill Ellis       | Estados Unidos              |
| 2016 | 3.º  | Pia Sundhage     | Suécia                      |
| 2017 | 1.º  | Sarina Wiegman   | Países Baixos               |
| 2017 | 2.º  | Nils Nielsen     | Dinamarca                   |
| 2017 | 3.º  | Gérard Prêcheur  | Lyon                        |
| 2018 | 1.º  | Reynald Pedros   | Lyon                        |
| 2018 | 2.º  | Sarina Wiegman   | Países Baixos               |
| 2018 | 3.º  | Asako Takakura   | Japão                       |
| 2019 | 1.º  | Jill Ellis       | Estados Unidos              |
| 2019 | 2.º  | Sarina Wiegman   | Países Baixos               |
| 2019 | 3.º  | Milena Bertolini | Itália                      |
| 2020 | 1.º  | Sarina Wiegman   | Países Baixos               |
| 2020 | 2.º  | Jean-Luc Vasseur | Lyon                        |
| 2020 | 3.º  | Emma Hayes       | Chelsea                     |
| 2021 | 1.º  | Emma Hayes       | Chelsea                     |
| 2021 | 2.º  | Lluís Cortés     | Barcelona                   |
| 2021 | 3.º  | Sarina Wiegman   | Países Baixos               |
| 2022 | 1.º  | Sarina Wiegman   | Inglaterra                  |
| 2022 | 2.º  | Sonia Bompastor  | Lyon                        |
| 2022 | 3.º  | Pia Sundhage     | Brasil                      |
| 2023 | 1.º  | Sarina Wiegman   | Inglaterra                  |
| 2023 | 2.º  | Emma Hayes       | Chelsea                     |
| 2023 | 3.º  | Jonatan Giráldez | Barcelona                   |
| 2024 | 1.º  | Emma Hayes       | Chelsea Estados Unidos      |
| 2024 | 2.º  | Jonatan Giráldez | Barcelona Washington Spirit |
| 2024 | 3.º  | Arthur Elias     | Corinthians Brasil          |

### Vitórias por treinadora
| Lugar | Treinador        | 1º Lugar | 2º Lugar | 3º Lugar | Times treinados              |
| ----- | ---------------- | -------- | -------- | -------- | ---------------------------- |
| 1     | Sarina Wiegman   | 4        | 2        | 1        | Países Baixos Inglaterra     |
| 2     | Silvia Neid      | 3        | 0        | 0        | Alemanha                     |
| 3     | Emma Hayes       | 2        | 1        | 1        | Chelsea Estados Unidos       |
| 4     | Jill Ellis       | 2        | 1        | 0        | Estados Unidos               |
| 5     | Pia Sundhage     | 1        | 2        | 3        | Estados Unidos Suécia Brasil |
| 6     | Norio Sasaki     | 1        | 2        | 1        | Japão                        |
| 7     | Ralf Kellermann  | 1        | 0        | 1        | Wolfsburg                    |
| 8     | Reynald Pedros   | 1        | 0        | 0        | Lyon                         |
| 9     | Maren Meinert    | 0        | 2        | 0        | Alemanha Sub-20              |
| 10    | Jonatan Giráldez | 0        | 1        | 1        | Barcelona Washington Spirit  |
| 11    | Nils Nielsen     | 0        | 1        | 0        | Dinamarca                    |
| 11    | Jean-Luc Vasseur | 0        | 1        | 0        | Lyon                         |
| 11    | Lluís Cortés     | 0        | 1        | 0        | Barcelona                    |
| 11    | Sonia Bompastor  | 0        | 1        | 0        | Lyon                         |
| 15    | Bruno Bini       | 0        | 0        | 3        | França                       |
| 16    | Mark Sampson     | 0        | 0        | 1        | Inglaterra                   |
| 16    | Gérard Prêcheur  | 0        | 0        | 1        | Lyon                         |
| 16    | Asako Takakura   | 0        | 0        | 1        | Japão                        |
| 16    | Milena Bertolini | 0        | 0        | 1        | Itália                       |
| 16    | Arthur Elias     | 0        | 0        | 1        | Brasil                       |

### Vitórias por clube/seleção
| Lugar | Clubes            | 1º Lugar | 2º Lugar | 3º Lugar |
| ----- | ----------------- | -------- | -------- | -------- |
| 1     | Estados Unidos    | 4        | 2        | 1        |
| 2     | Alemanha          | 3        | 0        | 0        |
| 3     | Países Baixos     | 2        | 2        | 1        |
| 4     | Chelsea           | 2        | 1        | 1        |
| 5     | Inglaterra        | 2        | 0        | 1        |
| 6     | Japão             | 1        | 2        | 2        |
| 7     | Lyon              | 1        | 2        | 0        |
| 8     | Wolfsburg         | 1        | 0        | 1        |
| 9     | Barcelona         | 0        | 2        | 1        |
| 10    | Alemanha Sub-20   | 0        | 2        | 0        |
| 11    | Suécia            | 0        | 1        | 1        |
| 12    | Dinamarca         | 0        | 1        | 0        |
| 12    | Washington Spirit | 0        | 1        | 0        |
| 14    | França            | 0        | 0        | 3        |
| 15    | Brasil            | 0        | 0        | 2        |
| 16    | Itália            | 0        | 0        | 1        |
| 16    | Corinthians       | 0        | 0        | 1        |

### Vitórias por país
| Lugar | Clubes        | 1º Lugar | 2º Lugar | 3º Lugar |
| ----- | ------------- | -------- | -------- | -------- |
| 1     | Países Baixos | 4        | 2        | 1        |
| 1     | Alemanha      | 4        | 2        | 1        |
| 1     | Inglaterra    | 4        | 2        | 1        |
| 4     | Suécia        | 1        | 2        | 3        |
| 4     | França        | 1        | 2        | 3        |
| 6     | Japão         | 1        | 2        | 2        |
| 7     | Espanha       | 0        | 2        | 1        |
| 8     | País de Gales | 0        | 0        | 1        |
| 8     | Itália        | 0        | 0        | 1        |
| 8     | Brasil        | 0        | 0        | 1        |

## Ligações Externas
- Site Oficial Arquivado em 25 de março de  2015, no Wayback Machine.